# Запис Марковића храст (Плочник)
Запис Марковића храст (Плочник) се налази на парцели чији је власник Марковић Верољуб.

## Локација
| Општина             | Ражањ                                                            |
| Катастарска општина | Плочник                                                          |
| Потес               | Село                                                             |
| Координате          | 43° 43′ 49″ С; 21° 30′ 14″ И / 43.7303° С; 21.504000000000001° И |
| Надморска висина    | 255m                                                             |

## Карактеристике
Дендрометријске вредности утврђене на терену и сателитским снимцима:
| Стабло                     | Храст |
| Висина стабла              | m     |
| Обим дебла                 | m     |
| Пречник крошње             | 0m    |
| Пречник дебла              | m     |
| Висина дебла до прве гране | m     |

## База записа
Запис је у оквиру Викимедија пројекта "Запис - Свето дрво" заведен под редним бројем 0898.